# Wiebke Winter

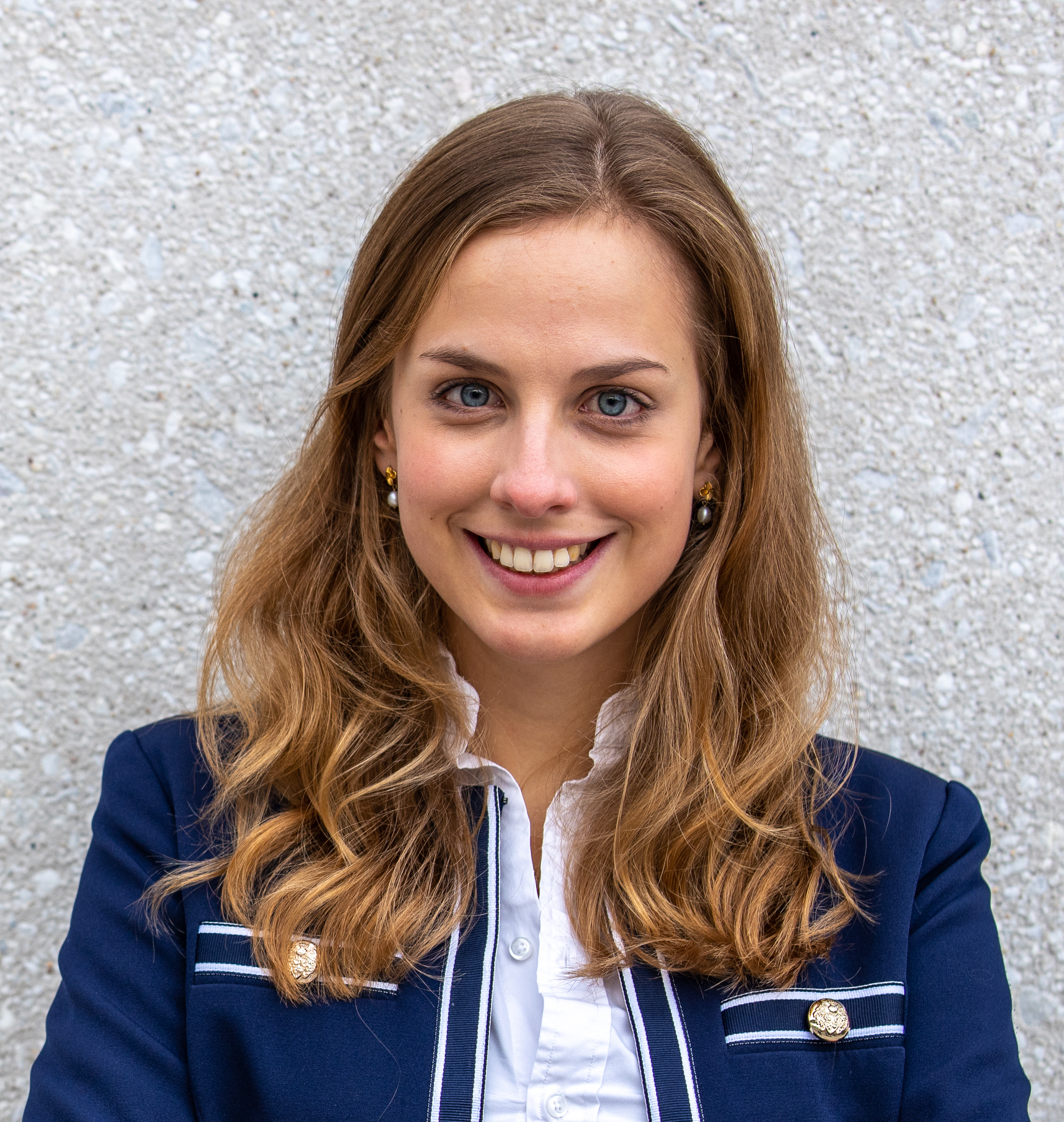
Wiebke Winter (2020)

Wiebke Winter (* 17. März 1996 in Kiel) ist eine deutsche Politikerin (CDU). Sie ist seit Juni 2023 Mitglied der Bremischen Bürgerschaft und seit Juni 2025 die dortige Fraktionsvorsitzende der CDU-Fraktion und somit auch Oppositionsführerin.
Seit Mai 2024 ist sie stellvertretende Landesvorsitzende der CDU Bremen und seit Januar 2021 Mitglied des CDU-Bundesvorstands. Von 2019 bis 2024 war sie Landesvorsitzende der Jungen Union in Bremen.

## Biografie

### Ausbildung und Beruf
Winters Familie zog 1999 nach Bremen. Dort besuchte sie den Schulverbund Lesum und den bilingualen Zweig des Schulzentrums an der Lerchenstraße. Zur Oberstufe wechselte sie an das Gymnasium Vegesack, an dem sie 2013 als Jahrgangsbeste und zweitbeste Bremerin ihr Abitur absolvierte. Im Anschluss begann sie ein Studium der Rechtswissenschaften an der Bucerius Law School. 2015 verbrachte sie ein Auslandstrimester an der University of Oxford. Im Oktober 2018 legte sie ihr erstes juristisches Staatsexamen mit Prädikat ab. Im Anschluss promovierte Winter mit einem Stipendium der Konrad-Adenauer-Stiftung an der Bucerius Law School zu den rechtlichen Rahmenbedingungen von Big Data und Künstlicher Intelligenz im Gesundheitswesen. Die Promotion beendete sie erfolgreich im Jahr 2022. Ab Herbst 2021 war Winter Rechtsreferendarin am Hanseatischen Oberlandesgericht Bremen, an welchem sie im August 2023 erfolgreich ihr zweites juristisches Staatsexamen abschloss. Seit 2024 arbeitet sie als Rechtsanwältin für Handels- und Gesellschaftsrecht in Bremen.

### Politik
Wiebke Winter trat 2012 der Jungen Union und im Dezember 2013 der Christlich Demokratischen Union Deutschlands bei. Seit Ende 2012 ist sie Mitglied des JU-Landesvorstands. Sie war Mitglied der Bundeskommission Bildung und des Arbeitskreises Kampagne. Seit 2018 leitet sie den Bundesarbeitskreis Frauen der Jungen Union Deutschlands. Dort setzt sie sich dafür ein, mehr junge Frauen für Politik zu begeistern. Seit 2019 ist sie außerdem Mitglied des Bundesvorstandes der Jungen Union Deutschlands.
Winter stand von 2019 bis 2024 dem Landesverband der Jungen Union Bremen vor. Seit Juli 2019 ist sie zudem Deputierte (Verwaltungsausschussmitglied) für Gesundheit und Verbraucherschutz der Stadt Bremen.
Im Herbst 2019 geriet Winter in eine Auseinandersetzung im Internet, die als sogenannter „Shitstorm“ bezeichnet werden könnte. Grund dafür war, dass sie sich in einer Diskussion gegen die Legalisierung von Cannabis ausgesprochen hatte. Daraufhin veröffentlichte der Webvideoproduzent Open Mind ein Video mit dem Titel „Die Zerstörung der Wiebke Winter“.
Im Januar 2021 wurde sie auf dem CDU-Bundesparteitag in den CDU-Bundesvorstand gewählt. Sie gehört der Satzungs- und Strukturkommission der CDU an. Winter ist Mitgründerin der im März 2021 initiierten Klimaunion. Seit Mai 2024 ist sie stellvertretende Landesvorsitzende der CDU Bremen.
Winter wurde im März 2021 für die Kandidatur bei der Bundestagswahl 2021 im Bundestagswahlkreis Bremen II – Bremerhaven sowie auf Platz 3 der Landesliste der Bremer CDU nominiert. Bei der Bundestagswahl unterlag sie mit 20,07 Prozent der Wählerstimmen dem Direktkandidaten des Wahlkreises der SPD Uwe Schmidt und verpasste damit den Einzug in den Deutschen Bundestag. Bei der Bürgerschaftswahl 2023 wurde Winter zur Abgeordneten der Bremischen Bürgerschaft gewählt. Anschließend wurde sie stellvertretende Fraktionsvorsitzende der CDU-Fraktion und Sprecherin für Europa und für Justiz der CDU-Fraktion. Am 16. Juni 2025 wurde sie zur Vorsitzenden der CDU-Fraktion gewählt.